# Józef Kanigowski
Józef Kanigowski herbu Lis – podczaszy wyszogrodzki w 1750 roku.
Jako poseł na sejm elekcyjny z ziemi wyszogrodzkiej był elektorem Stanisława Augusta Poniatowskiego w 1764 roku z ziemi wyszogrodzkiej.